# Szabályozás
A szabályozás a kibernetikában az irányítás egyik fajtája: az irányítás lehet vezérlés (open loop control) és szabályozás (closed loop control). A szabályozás olyan irányítási folyamat, amelyben a rendelkezés és a beavatkozás a (szabályozott) irányítani kívánt jellemző tényleges és előírt értékének eltérése alapján, az eltéréstől függő értelemben jön létre, s hatására ez az eltérés csökken. A szabályozás hatáslánca zárt, neve szabályozási kör. A szabályozási feladat lényege a szabályozott jellemző – amelyet szabályozni akarunk – előírt értéken tartása. A szabályozás része az irányítástechnika tudományának.

## A szabályozás jellemzői
Szabályozott jellemző lehet gyakorlatilag minden olyan fizikai, kémiai stb. jellemző, amelyet mérni tudunk.
A szabályozott jellemző értékét az előírt és a tényleges érték közötti különbséggel arányos beavatkozással tudjuk az előírt értéken tartani. A szabályozás elvégzéséhez szükség van még egy olyan jellemzőre is, mely képes a szabályozott jellemző befolyásolására. Ez a jellemző a módosított jellemző, mely a szabályozott berendezés azon kiválasztott állapothatározója, amely befolyásolja a szabályozott jellemzőt a szabályozási folyamat teljesítése céljából. A szabályozott jellemzőre nemcsak a módosított jellemző lehet hatással. Sokszor olyan hatások érik a szabályozást, melyek a szabályozott jellemzőt nem kívánt módon befolyásolják. Ezek a hatások a zavarások, melyeket zavaró jellemzőknek nevezünk. A zavaró jellemző az irányítástól független olyan a szabályozott berendezésre ható jellemző, amely a szabályozott jellemző értékét nem kívánt módon befolyásolja.
A szabályozás megvalósulásához a módosított jellemzőt a beavatkozó szervvel tudjuk befolyásolni.
Általában jellemzőnek nevezzük azokat az állapothatározókat, amelyek a szabályozott folyamat állapotát jellemzik vagy befolyásolják.

## Feladatok a szabályozás tervezése előtt
- Tisztázandó, hogy mit kell szabályozni.
- Eldöntendő, mi legyen a szabályozott jellemző.
- A szabályozott jellemző befolyásolási lehetőségeinek számbavétele.
- Ki kell választanunk a legalkalmasabb módosított jellemzőt.
- Figyelembe kell venni a várható zavaró jellemzőket és ezek hatásait.

Gyakori szabályozások:
- Hőmérséklet szabályozás (helyiség hőmérséklet, vízhőmérséklet)
- Nyomás szabályozás (biztonsági max. nyomás)
- Fordulatszám szabályozás (ventilátor, elektromotor)
- Teljesítmény szabályozás (gázégő teljesítménye)

## A szabályozás ábrázolási módjai
A szabályozási kör jól ábrázolható hatásvázlattal. A hatásvázlatban az egyes tagokat négyszögletes idomokkal jelöljük, melyeket egyenesekkel kötünk össze. Az egyenesekre rajzolt nyilak a jelek hatásirányait jelölik.
- hatáslánc: a szabályozási kör azon szerkezeti egységeinek a sorozata, melyek a szabályozási hatást közvetítik.
- hatásvázlat: a hatáslánc elvi ábrázolási módja, melyben a tagokat, jeleket egyszerű geometriai alakzatok jelképezik.

## A szabályozási kör felépítése

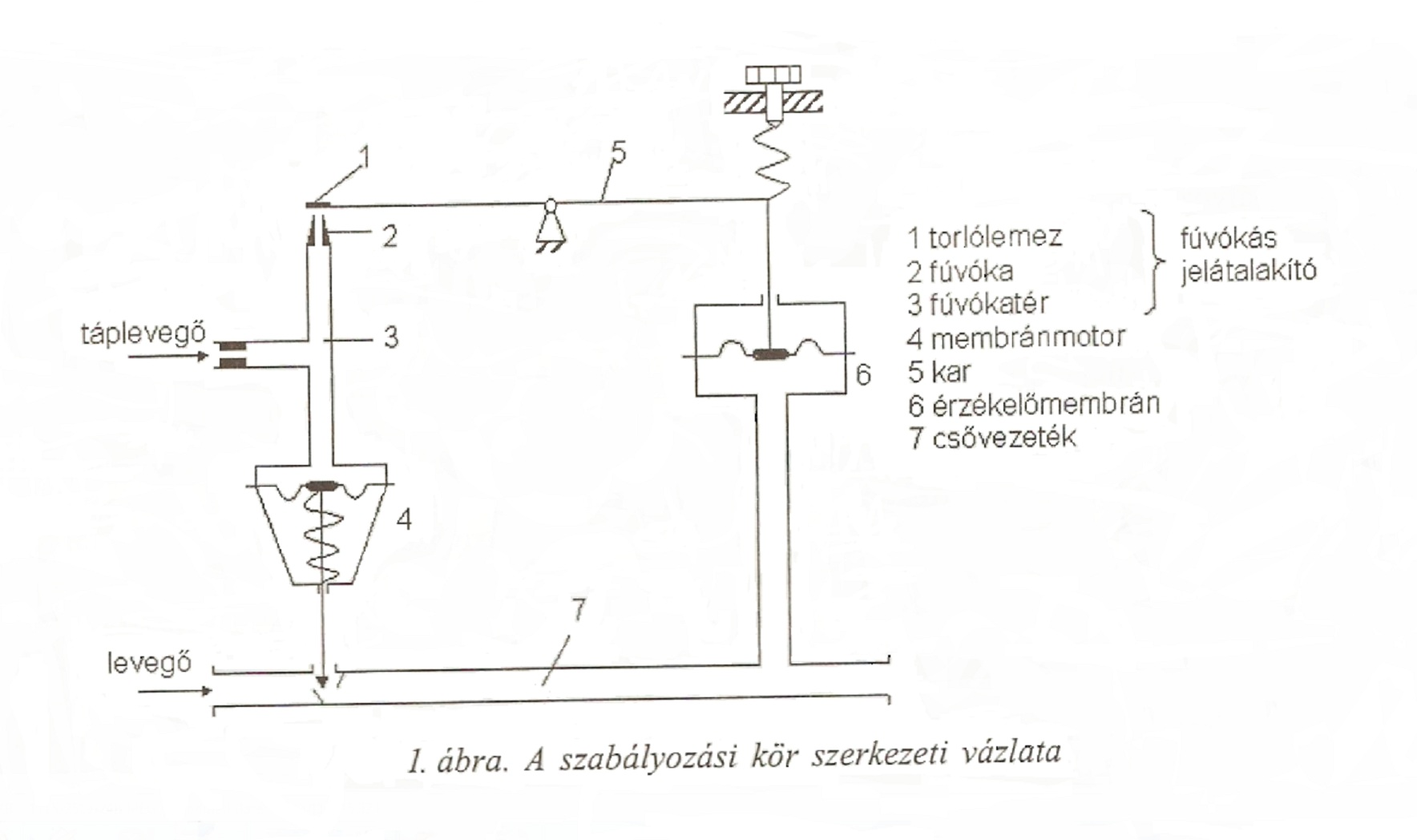
Egy szabályozási kör szerkezeti vázlata

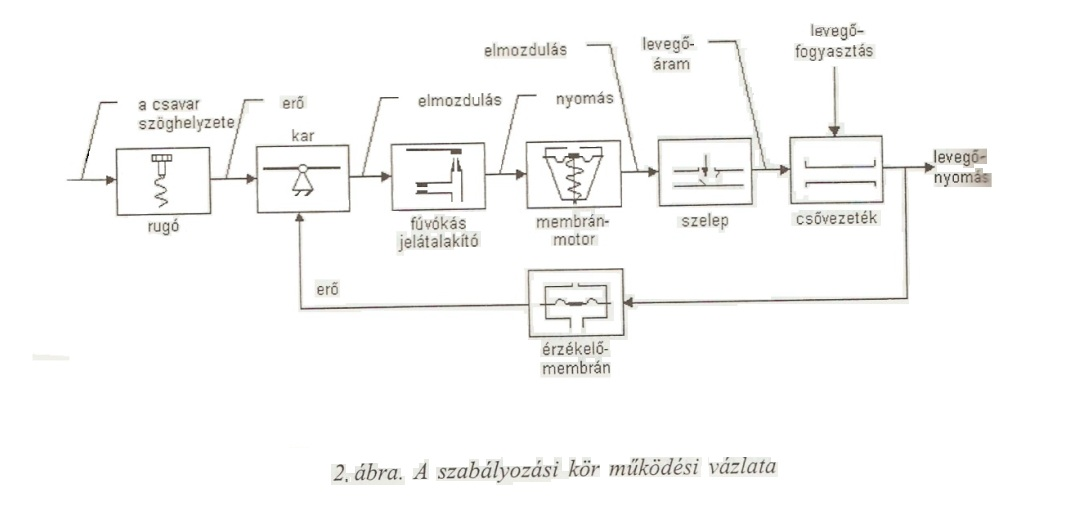
Egy szabályozási kör működési vázlata

A szabályozási kör hatásvázlatát, részeit, szerveit, jeleit, jellemzőit példaként egy önműködő nyomásszabályozás szerkezeti és működési vázlata alapján vizsgáljuk meg.
Feladat: a csővezetékben áramló sűrített levegő nyomásának állandó értéken való tartása.
Ha csökken a levegőelvétel, akkor növekedik a nyomás, az érzékelőmembrán a rugóerő ellenében felfelé mozdul, a torlólemez jobban fojtja a fúvókát, nő a fúvókatérben a nyomás, a membránmotor lefelé mozdul, a szelep jobban zár, ami a nyomás növekedése ellenében hat. Ha növelni akarjuk a csővezetékben a nyomást, akkor a csavarral nagyobb rugóerőt állítunk be.

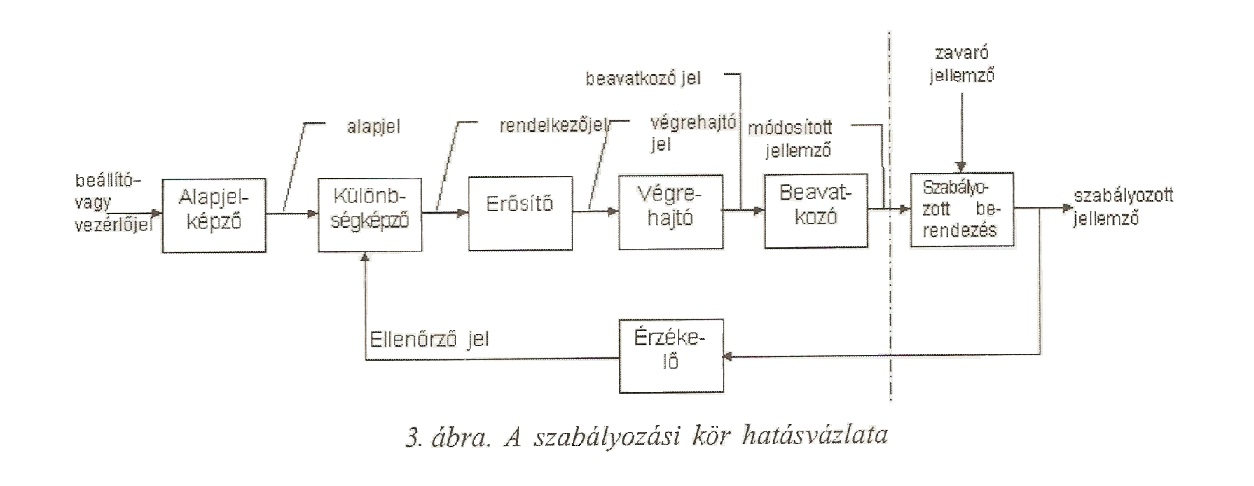
A szabályozási kör hatásvázlata

## A szabályozási kör részei
Szabályozott berendezés: a szabályozástól függetlenül meglévő műszaki létesítmény, mely a szabályozás tárgyát képezi.
Szabályozóberendezés: azon szervek összessége, melyek révén a szabályozás megvalósul.
Érzékelő: feladata a szabályozott jellemzővel arányos ellenőrző jel előállítása.
Alapjelképző: feladata különbségképzésre alkalmas alapjel előállítása (rugó: különbségképzésre alkalmas rugóerőt állít elő).
Különbségképző: az alapjel és az ellenőrző jel különbségével arányos rendelkezőjelet állít elő (a kar a rugóerő és a membránerő különbségével arányos rendelkezőjelet állít elő).
Erősítő: segédenergia felhasználásával a rendelkezőjelnél nagyobb teljesítményű végrehajtó jelet állítja elő (fúvókás jelátalakító: táplevegő felhasználásával az elmozdulást levegőnyomássá alakítja.)
Végrehajtó: a végrehajtó jelből a beavatkozószerv működtetéséhez szükséges (alkalmas) beavatkozójelet állítja elő (membránmotor: a levegőnyomást a szelep működtetésére alkalmas elmozdulássá alakítja át).
Beavatkozó: a módosított jellemzőt befolyásolja.
A szabályozási kör tervezését matematikai alapokon kell elvégezni

## A szabályozási kör jelei
Beállító jel: az alapjel képző bemenőjele, ha az alapjel időben állandó (a csavar szöghelyzete).
Vezetőjel: az alapjel képző szerv bemenőjele, ha az alapjel időben változó.
Alapjel: az alapértéket képviselő, annak egyértelműen megfelelő, különbségképzésre alkalmas jel, az alapjelképző kimenőjele.
Ellenőrző jel: az érzékelő kimenőjele, mely a szabályozott jellemzővel egyértelműen összefügg és különbségképzésre alkalmas (membránerő).
Rendelkező jel: az alapjel és az ellenőrző jel különbségével arányos jel (torlólemez elmozdulása).
Végrehajtó jel: a rendelkező jel erősítésével és módosításával létrejövő jel. A végrehajtószerv bemenőjele (levegőnyomás).
Beavatkozó jel: a beavatkozó szerv bemenőjele (elmozdulás).
Az arányos szabályozók jelei korlátos tartományt foglalhatnak el. A villamos szabályozóknál használatos jelek tartománya lehet
4-20 mA
0-20 mA
0-5 mA
0-10 V
A pneumatikus automatikában használatos például a
0,2-1 bar (csakis túlnyomás értelmében)

## A szabályozási kör jellemzői
- szabályozott jellemző (levegőnyomás);
- módosított jellemző (levegőáram);
- zavaró jellemző (levegőfogyasztás).

Alapérték: a szabályozott jellemző megkívánt értéke.
Szabályozási eltérés: a szabályozott jellemző és az alapérték különbsége.

## Szabályozások főbb alkalmazási területei

### Ipari folyamatirányítás
Az ipari folyamatirányítás általában bármilyen fizikai, kémiai stb. folyamatra vonatkozhat, fenti értelemben az ipari anyag és energiaátalakítással kapcsolatos. Jellemző példája a kemencék hőmérséklet-szabályozása.
Az égőtípustól függően eltérő szabályozásokat alkalmaznak. 
- Normál sebességű égőkkel kisláng-nagyláng, ill. kikapcsolással történő szabályozás
- Nagysebességű égők speciális szabályozása

A több fokozatban kapcsolt égők, ill. azok teljesítmény fokozatai kisebb kazánok esetén is ismertek. Speciális szabályozásokra akkor van ipari kemencéknél szükség, ha a keverést is az égő látja el, ekkor csak ki-be kapcsolást lehet végeztetni. Viszont a szabályozási eltérés függvényében változtatható egy-egy égő bekapcsolási időpontja, időtartama, ill. a kemence hőmérséklet meghatározott program szerint (időbeli lefutás szerint) beállítható. Maguk a szabályozók speciálisan a célra készült kemence szabályozó vezérlőrendszerek.

### Kazánüzem szabályozása
A kazánüzemhez több fizikai jellemzőt kell érzékelni, így füstgáz- és vízhőmérsékletet, tüzelőanyag-, gőz-, és tűztérnyomást, vízszintet. Legáltalánosabban termosztátokat és presszosztátokat alkalmazunk. Üzemszerű nyomáskülönbségek (térfogatok) felvételére tágulási tartályok szolgálnak. Biztonsági szelepekkel akadályozzuk meg a megengedett maximális nyomás túllépését. Begyújtás előtti késleltetést időkapcsolókkal szabályozzák (pl. 30 mp. szellőztetési idő). Számos vezérlési védelmet is alkalmaznak, pl. kialvás elleni védelem, tüzelőanyag gyorselzárás, huzathiány elleni biztosítás, stb. Bizonyos leállások reteszelést működtetnek, ilyenkor az újraindítás csak ellenőrzés és nyugtázó kézi beavatkozás után lehetséges.

## A szabályozási kör szervei

### Érzékelők
Az információkat az érzékelőszerv szolgáltatja a szabályozott jellemzőről. Az érzékelők mindig
valamilyen környezeti hatásra reagálnak.
Néhány egyszerű érzékelő
- Hőelem
- Csőmembrán
- Potenciométer
- Tachométergenerátor
- Kontrolltranszformátor
- Termosztát
- Presszosztát

Villamos érzékelők
Érzékelők: valamilyen fizikai hatásra azzal arányos elektromos jelet állítanak elő
Átalakítók: valamely rendszer jelét érzékelik és átalakítják, majd továbbítják egy másik rendszernek. Az átalakítók rendszerint tartalmaznak érzékelőt. Az átalakítók lehetnek passzívak (pl. ellenállásos) és aktívak (pl. fényelem).
Elmozdulásérzékelők: a vizsgált anyag vagy test egyenesvonalú vagy forgómozgású helyzetváltoztatásának mértékét, határozott helyzetű állapotát elmozdulásérzékelővel mérhetjük, jelezhetjük. Az anyag, ill. a test közvetlenül, valamilyen mechanizmuson vagy közvetítő közegen keresztül hat az érzékelőre.
Helyzetérzékelők: az érzékelendő testnek meghatározott helyzetbe kerülésekor kimenőjelüket ugrásszerűen változtatják meg, tehát állásos működésűek.
Lehet:
- Reed-csöves
- induktív
- galvanomágneses

Folytonos elmozdulásérzékelők
- Induktív érzékelők

Változó légrésű érzékelő:
A változó légrésű érzékelő álló és mozgó vasmagból áll. A mágneses kör ellenállása a légrés miatt elsősorban annak értékétől függ.
Differenciális induktív érzékelő:
A mozgó vasmag nyugalmi helyzetében kiegyenlített híd kimeneti kapcsain az elmozdulással arányos feszültség jelenik meg.
Kapacitív érzékelők:
A síkkondenzátor kapacitása:
{\displaystyle C=\epsilon _{0}\cdot \epsilon _{r}{\frac {A}{d}}}
A lemezek közötti távolság változásával a kapacitás változik, így elmozdulásai értékelhetők.
Elfordulásérzékelők
Potenciométeres
Bemenőjele a vizsgált test meghatározott tengely körüli elfordulása, kimenőjele az ellenállás változás.
Szelszinrendszerek
Elfordulás távjelzésére, távmérésére vagy távvezérlésére használják. Kisméretű váltakozó áramú gépek, legkevesebb két gépből (adó-vevő) állnak. 
Pl. szinkronrendszer
Forgórésze egyfázisú tekercselésű, és a váltakozó feszültségű hálózatra kapcsolva 55V 50 Hz feszültséggel gerjeszthető. Az állórész tekercselése 3-fázisú és rendszerint csillagkapcsolású. A szöghelyzet-távadó egy adóból és egy vagy több vevőből áll.
Adószinkron-kontrolltranszformátor
A vevő rögzített tengelyű. Az adó tengelyének a vevő rögzített tengelyéhez viszonyított elmozdulásától függő jel keletkezik a vevő kimenetén.
Differenciálszelszin
Az egymástól mechanikailag független tengelyek szögelfordulásainak összegétől vagy különbségétől függő jelet ad a kimenetén.
Resolver
Forgatható szekunder tekercsű transzformátor, mely alkalmas forgó- vagy egyenes vonalú mozgások, illetve helyzetek jelzésére. Egyenes vonalú mozgás érzékelésekor a mozgást forgómozgássá kell alakítani.
Fajtái:
- kéttekercses,
- háromtekercses.

Reed-relé
Mágneses közelségérzékelő. Érintkezés nélkül érzékel. Előnye, hogy nem kerül közvetlen kapcsolatba az érzékelendő tárggyal. Két előfeszített rugalmas fémlemezt tartalmaz, üvegburába zárva és kivezetésekkel ellátva. Ha a reléhez mágnes közelít, az érintkezők zárnak, így érzékeli a mező jelenlétét a relé.
Hall-effektuson alapuló érzékelő
Félvezető eszköz, melyben a mágneses mező hatására feszültség keletkezik.
Elve: egy külső mágneses tér a félvezetőben áramló többségi töltéshordozókat a mágneses tér és az áramlás irányára merőlegesen kitéríti. így a félvezetőn belül töltésszétválasztás jön létre, mely ún. keresztirányú feszültséget kelt. A Hall-eszköz alkalmas mágneses mező jelenlétének érzékelésére 1–7 mm távolságból, érzékeny a hőmérséklet- és nyomásváltozásra is.
Erő és nyomásmérők:
Ellenállásos nyúlásmérők
{\displaystyle {\text{Elv: }}R=p\cdot {\frac {1}{A}}}
Az alakváltozást szenvedő mérendő testre felragasztott nyúlásmérő bélyeg követi a mérendő test alakváltozását, tehát l nő, A csökken, így R nő.
{\displaystyle \Delta R=f(\Delta F)}
Piezoelektromos nyúlásmérő
Néhány természetes és mesterséges kristály felületén villamos töltések halmozódnak fel mechanikai hatásra, tehát feszültség mérhető a kivezetések között.
Fényérzékelők
- fotocella: a katód által kibocsátott elektronok száma arányos a fény intenzitásával.
- fotoellenállás
- fényelem
- fotodióda
- fototranzisztor

Hőmérséklet-érzékelők
- Mechanikus (segédenergia nélküli): bimetál, termosztatikus szelepbetét
- Elektromechanikus: bimetálos szobatermosztát, csőre helyezhető, kapillárcsöves, merülő érzékelős termosztátok, autó hűtőventilátor bimetálos termosztát kapcsolója, villanybojler bimetálos, vagy érzékelő töltetes kapillárcsöves termosztát, elektromos vasaló bimetálos termosztát (1940), hajszárító túlmelegedés gátló bimetálos termosztatikus kapcsolója
- Elektronikus érzékelők: digitális termosztát, digitális vasaló termosztát (2016), digitális szobatermosztát

fajtái: ki-be kapcsoló, időpontok szerint különböző hőmérsékletet tartó, programozható, öntanuló, folyamatos kazán teljesítmény (gázláng) szabályozáshoz alkalmas jelet adó, telefon modulos, v. internetre köthető, távműködtethető termosztát).
Ipari folyamatok termosztátjai között léteznek elektronikus termosztátok, a hőmérséklet igényes szabályozására. 
Biztonsági berendezés a gázkazánok füstgáz visszaáramlás elleni védelme elektronikus jeladó-érzékelővel.
- Az érzékelő elem szerint: ellenállásos, infravörös érzékelős, hőelemes

A pontosság érdekében az ellenállás-hőmérőt hídba kapcsolják.
- Vékonyfilm-érzékelő

Az ellenállás anyaga króm-nikkel ötvözet, melyet üveg alapra (brómszilikát lemezre) vákuum-gőzöléssel viszik fel.

## Kapcsolódó témák
Az angol szóhasználat eltér a magyartól. A szabályozás fogalmának angolul a closed loop control, németül a Regelungstechnik felel meg.
A vezérlés neve angolul open loop control; németül Steurerung. Elnevezések összehasonlítása:
| angol név                    | magyar név                  | német név             | francia név                         |
| ---------------------------- | --------------------------- | --------------------- | ----------------------------------- |
| reference-variable generator | alapjelképző                | Führungsgrößenbildner | générateur de variable de référence |
| reference variable           | alapjel (vezető jel)        | Führungsrgröße        | variable de référence               |
| comparing element            | különbségképző              | Vergleichsglied       | comparateur                         |
| controlling element          | szabályozó                  | Regelglied            | élément de régulation               |
| actuator                     | végrehajtó szerv            | Steller               | actionneur                          |
| final controllig element     | beavatkozó szerv            | Stellglied            | élément de commande final           |
| final controllig equipement  | végrehajtó-beavatkozó szerv | Stelleinrichtung      | équipement de commande final        |
| controlled system            | szabályozott szakasz        | Regelstrecke          | système commandé                    |
| disturbance variable         | zavaró jellemző             | Störgröße             | variable perturbance                |
| controlled variable          | szabályozott jellemző       | Regelrgröße           | variable commandée                  |
| mesuring element             | érzékelő                    | Messglied             | élément de mesurage                 |
| feedback variable            | ellenőrző jel               | Rückführungsgröße     | variable de réaction                |

### Állandó értéken tartás
A szabályozás speciális esete, amikor egy jellemzőt állandó értéken kell tartani, ezt a "statikus" szóból pl. termosztát, ill. presszosztát nevű eszközzel valósítják meg.